# Лиханов, Дмитрий Анатольевич
Дмитрий Анатольевич Лиханов (род. 29 апреля 1979 года, посёлок Тяжинский, Кемеровская область, РСФСР, СССР) — российский пауэрлифтер, мастер спорта международного класса (2001). Чемпион мира в жиме лежа классического пауэрлифтинга в весовой категории до 105 кг (2013, 2014).

## Биография
Дмитрий Лиханов родился 29 апреля 1979 года в посёлке Тяжинский Тяжинского района Кемеровской области. С 1994 года занимался силовым троеборьем, в 1997 году стал серебряным призёром на первенстве России среди юношей. В 1997—2002 годах учился на спортивном факультете Кемеровского государственного университета. В 2001 году серебряный призёр среди студентов в весовой категории до 90 кг.

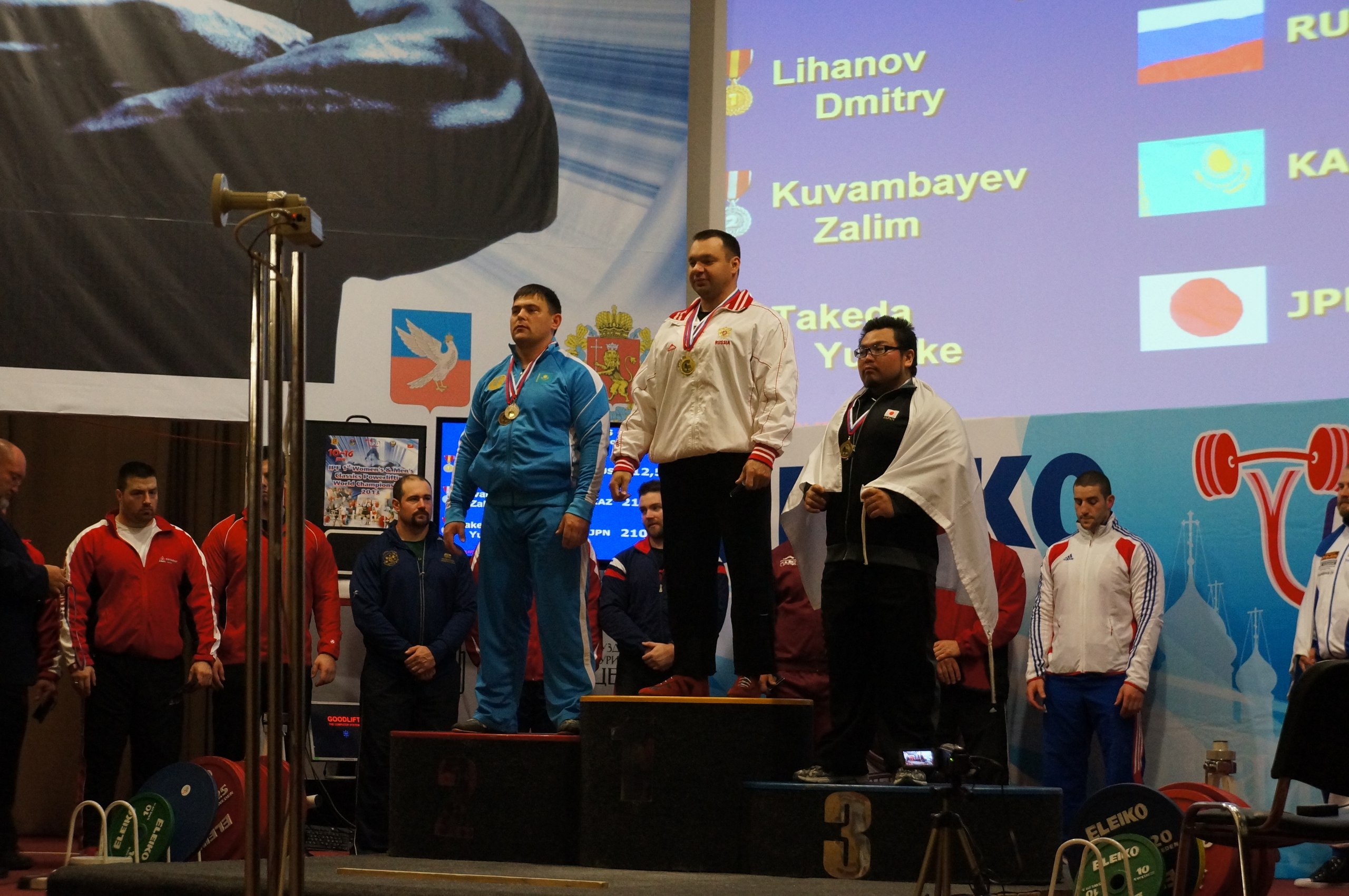
На чемпионате мира 2013 года

В 2014 году на чемпионате мира по классическому пауэрлифтингу IPF в ЮАР занял первое место в жиме лёжа, установив мировой рекорд с результатом 221 кг. В общем зачёте занял второе место.

## Личная жизнь
Женился в 2002 году. Живёт в Новокузнецке.